# Чаранджит Кумар
Чаранджит Кумар (11 квітня 1956) — індійський хокеїст на траві.
Олімпійський чемпіон 1980 року.
Срібний призер Азійських ігор 1982 року.
Бронзовий призер Трофею чемпіонів 1982 року.